# Фрушка гора
Фрушка Гора (серб. Фрушка Гора, Fruška Gora, угор. Tarcal-hegység) — ізольований кряж на території автономного краю Воєводина Сербії, та Вуковарсько-Сремській жупанії Хорватії в історико-географічному краї Срем. Довжина становить близько 75 км, а ширина 15—12 км. Площа кряжу 255 км². Найвища точка — Црвені-Чот заввишки 539 м.
Назва Фрушка походить від старослов'янського етноніма Фруг, синоніма до Франки, що буквально означає Гора Франків.